# Toshizō Ido

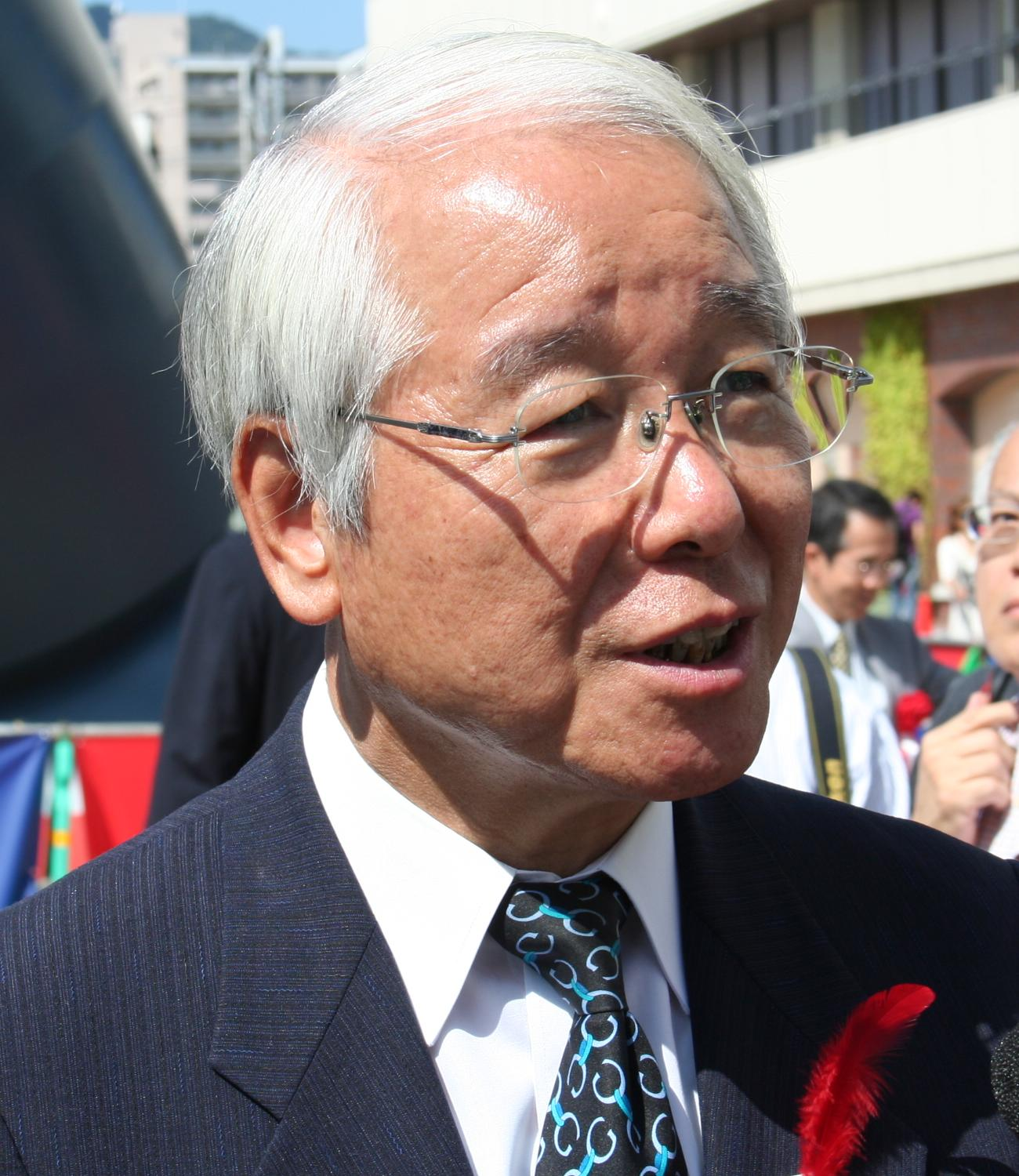
Gouverneur Ido im Oktober 2009

Toshizō Ido (jap. 井戸 敏三, Ido Toshizō; * 10. August 1945 in Shingū, Ibo-gun (heute: Tatsuno), Präfektur Hyōgo) ist ein japanischer Politiker parteiloser Gouverneur der Präfektur Hyōgo (2001–2021).
Ido schloss 1968 sein Studium an der rechtswissenschaftlichen Fakultät der Universität Tokio ab. Anschließend wurde er Beamter im Innenministerium. 1996 wurde er Stellvertreter des langjährigen Gouverneurs von Hyōgo, Toshitami Kaihara. Als dieser 2001 vorzeitig zurücktrat, um sich um seine pflegebedürftige Frau zu kümmern, kandidierte Ido für seine Nachfolge. Die Gouverneurswahl fand am selben Tag wie die Oberhauswahlen statt, am 29. Juli 2001. Ido besiegte mit Unterstützung seines Vorgängers und von LDP, Kōmeitō und Liberaler Partei unter anderem Toyochika Komuro, zuvor Präsident der Himeji Dokkyō Daigaku, und Toyoaki Washida, zuvor Professor an der Universität Kōbe. Er kündigte an, die Wiederaufbaupolitik seines Vorgängers nach dem Erdbeben von Kōbe 1995 fortsetzen zu wollen.
2008 geriet Ido landesweit in die Schlagzeilen, als er ein mögliches schweres Erdbeben in der Kantō-Region als Entwicklungschance für die Kansai-Region bezeichnete.
Ido wurde bei der Gouverneurswahl am 5. Juli 2009 mit breiter Unterstützung durch LDP, Kōmeitō, SDP und DPJ Hyōgo für eine dritte Amtszeit wiedergewählt, 2013 für eine vierte bestätigt.

## Ehrungen und Auszeichnungen
- 12. Mai 2016: Verdienstorden des Landes Schleswig-Holstein[3]